# Aeropuerto Internacional Clayton J. Lloyd
El Aeropuerto Internacional Clayton J. Lloyd  (en inglés: Clayton J. Lloyd International Airport) (IATA: AXA, ICAO: TQPF) antes conocido como Aeropuerto Anguilla Wallblake, es un pequeño aeropuerto internacional ubicado en la isla de Anguila, un territorio británico de ultramar en el Mar Caribe. Se encuentra muy cerca de The Valley, capital de la isla. Tiene una pequeña terminal sin pasarelas y es el único aeropuerto en toda Anguila.
El aeropuerto se hizo conocido como el " Aeropuerto Internacional Clayton J. Lloyd a partir del 4 de julio de 2010.
El aeropuerto alberga la subestación en Anguila de la Autoridad de Aviación Civil del Caribe Oriental ( Eastern Caribbean Civil Aviation Authority). 

## Destinos internacionales
| Ciudades                                      | Nombre del aeropuerto                    | Aerolíneas     |              |              |
| Norteamérica                                  | Norteamérica                             | Norteamérica   | Norteamérica | Norteamérica |
| --------------------------------------------- | ---------------------------------------- | -------------- | ------------ | ------------ |
| Estados Unidos (1 destino, 1 aerolínea)       |                                          |                |              |              |
| Miami                                         | Aeropuerto Internacional de Miami        | American Eagle |              |              |
| El Caribe                                     |                                          |                |              |              |
| República Dominicana (1 destino, 1 aerolínea) |                                          |                |              |              |
| Santo Domingo                                 | Aeropuerto Internacional de Las Américas | Sky High       |              |              |